# Victor Ponta
Victor-Viorel Ponta (Boekarest, 20 september 1972) is een Roemeens politicus en jurist. Van mei 2012 tot november 2015 was hij (met twee korte onderbrekingen) premier van Roemenië. Sinds 2017 is hij partijleider van PRO Romania.
Ponta was aanvankelijk lid van de sociaaldemocratische PSD en leidde deze partij tussen 2010 en 2015. Hij was van 2004 tot en met 2020 lid van de Kamer van Afgevaardigden voor het district Gorj. In het kabinet van Emil Boc (2008–2009) was hij minister voor Relaties met het Parlement. Hij was de gedeelde leider - samen met Crin Antonescu - van de Sociale Liberale Unie (Uniunea Social Liberală, USL), een samenwerking tussen de PSD en de PNL en PC. Binnen deze samenwerking werd hij premier van Roemenië in mei 2012. Na de ontbinding van de USL in 2014 bleef hij premier van een kabinet dat nog meerdere malen van samenstelling zou veranderen. Op woensdag 4 november 2015 trad hij af na aanhoudende protesten in de nasleep van een grote brand op 30 oktober in een nachtclub met tientallen dodelijke slachtoffers.

## Biografie

### Begin van zijn carrière
Victor Ponta werd geboren in Boekarest in 1972. Hij volbracht zijn voortgezet onderwijs in 1991 aan de "Ion Neculce" Hoge School. In 1995 studeerde hij af in de rechten aan de Universiteit van Boekarest. Hij heeft een academische graad ontvangen van de Nationale Universiteit voor Defensie "Carol I" in 2002, en in 2003 ontving hij een doctoraat in het strafrecht van de Universiteit van Boekarest en een mastergraad in Politiek Management van het Sociaal Democratisch Instituut. Hij heeft verschillende boeken geschreven in zijn vakgebied, onder andere over het Internationaal Strafhof, het onderwerp van zijn proefschrift. Tussen 1996 en 1998, en sinds 2002, geeft hij les in strafrecht aan de Roemeens-Amerikaanse Universiteit in Boekarest. Van 1995 tot 1988 werkte Ponta als aanklager voor het Sector 1-gerechtshof. Van 1998 tot 2001 was hij aanklager voor de Roemeense Hoge Raad namens de anti-corruptiedivisie, waar hij vooral te maken kreeg met economische en financiële delicten. Van 2000 tot 2001 coördineerde hij het Bureau voor de bestrijding van witwaspraktijken.
Van 2001 tot 2004 was Victor Ponta als staatssecretaris hoofd van het gouvernementele Controle Departement. In 2006 werd hij door een ambtenaar van het Ministerie van Educatie, die al langer met Ponta in de clinch lag, beschuldigd van het toedekken van corruptieactiviteiten van voormalig minister Hildegard Puwak. 
Ponta was ook betrokken bij het onthullen van frauduleus gebruik van Phare-fondsen. In 2001 trad hij toe tot de raad van toezicht van de Autoriteit voor Staats Activa Invorderingen. In dat jaar maakte hij ook deel uit van een speciaal comité dat onderzoek deed naar strafrechtelijke inbreuken gepleegd door leden van de regering. In maart 2004 werd hij de afgevaardigd minister voor de controle over de implementatie van de Internationale Donatie Programma's en voor het monitoren van het doorvoeren van het gemeenschapsrecht van de Europese Unie. 
Als lid van de PSD sinds 2002 was hij in datzelfde jaar, van juli tot november, hoofd van de Interim Nationale Raad van de Sociaal Democratische Jeugd (TSD). In oktober werd hij lid van de Nationale Raad van de PSD en trad hij toe tot het uitvoerend bureau en werd hij tegelijkertijd president van de TSD, wat hij nog vier jaar zou blijven. In 2005 werd hij president van Ecosy en in 2006 werd hij vicepresident van de PSD. Bij de verkiezingen van 2004 won Victor Ponta een zetel in de Kamer van Afgevaardigden, waar hij zowel een functie als secretaris had alsmede als vicepresident van het Permanent Bureau. Bij de verkiezingen van 2008 behield hij zijn zetel en trad hij toe tot het kabinet van Emil Boc.
Bij zijn aantreden beloofde Ponta om het aantal noodverordeningen die door de regering waren uitgevaardigd te reduceren en om het parlement te assisteren in het uitoefenen van zijn controletaak over het kabinet. Zo heeft hij geholpen bij het tot stand komen van nieuwe wetgeving met betrekking tot het strafrecht. Een van de controversiële voorstellen die hij als minister en als lid van de parlementaire commissie verdedigde was de aanname dat elke defensieve aanval die 's nachts thuis gebeurde een legitieme vorm van zelfverdediging is. Ook was hij voor het opheffen van de mogelijkheid tot medisch noodzakelijke abortussen na de 24ste week tijdens de zwangerschap, wat hem op scherpe kritiek kwam te staan van NGO's. 
Ponta, bijgenaamd "Kleine Titulescu", staat erom bekend harde kritiek te kunnen uiten op zowel partijgenoten als leden van de mederegeringspartij onder Boc, de PD-L. Zo omschreef hij partijgenoot en burgemeester van Sector 5 van Boekarest Marian Vanghelie (bekend om zijn blunders) als "zo'n filosoof dat zelfs ik hem niet begrijp". En noemde hij zijn PD-L-collega's uit zijn eigen district Gorj "papegaaien, leugenaars en domkoppen" nadat de coalitie met diezelfde PD-L net gevormd was. 
Ponta stapte samen met al zijn PSD-collega's op 1 oktober 2009 uit het kabinet van Emil Boc uit protest tegen het ontslag van vicepremier en minister van Binnenlandse Zaken Dan Nica.

### Leider van de Sociaal Democraten (PSD)
In februari 2010 werd hij verkozen tot voorzitter van de partij ten koste van de zittende voorzitter Mircea Geoană, die vlak daarvoor de verkiezingen voor het presidentschap ook al verloren had. De relatie tussen Ponta en Geoană was dusdanig slecht dat Victor Ponta het voor elkaar kreeg om Mircea Geoană zowel uit de PSD te zetten alsmede hem zijn voorzitterschap van de senaat af te nemen in 2011. 
In 2012 vormde hij, in samenwerking met Crin Antonescu van de PNL, een alliantie tussen hun beider partijen genaamd de Uniunea Social Liberală (USL).
In augustus 2012 werd Ponta verkozen tot vicepresident van de Internationale Socialisten.

### Premier
Na een emotioneel debat waarbij twee leden van de regeringspartij PD-L overstapte naar de PNL (onderdeel van de USL), lukte het de oppositie onder leiding van Victor Ponta's USL de pas geïnstalleerde regering van Mihai Răzvan Ungureanu te laten vallen met een motie van wantrouwen. President Traian Băsescu gaf Ponta vervolgens de opdracht een regering te vormen. Zijn regering bestaande uit leden van de PSD, de PNL, de Conservatieve Partij en enkele onafhankelijke leden kreeg goedkeuring van het parlement waarna Ponta tot jongste premier van Roemenië werd verkozen. De daaropvolgende gemeenteverkiezingen werden merendeels gewonnen door de USL en bevestigde de USL in zijn mandaat als regeringspartij. Ponta noemde de overwinning in Boekarest "een historisch moment".
Direct nadat de regering was geïnstalleerd kwam het tot een confrontatie met president Băsescu. Victor Ponta wilde als afgevaardigde van Roemenië bij de vergadering van de Europese Raad aanwezig zijn ten koste van Băsescu. De rechtbank gaf Băsescu gelijk in zijn recht Roemenië af te vaardigen maar uiteindelijk verschenen beiden in Brussel. Vervolgens begon het parlement een referendum in te stellen om president Băsescu te dwingen tot aftreden, gesteund door de regering. Dit referendum haalde het niet vanwege een te lage opkomst. Omdat het niet duidelijk was wie eigenlijk allemaal stemgerechtigd waren, moest de uitslag door rechters worden beslist. Deze klaagden vervolgens dat zij geïntimideerd werden door beide partijen.
Nadat het referendum op een mislukking was uitgelopen kwamen Ponta en Băsescu tot een overeenstemming over hun samenwerking. De relatie met de vicepremier Crin Antonescu verslechterde in diezelfde periode. De PNL was tegen de aanstelling van Laura Codruța Kövesi als hoofd van het anti-corruptiebureau (DNA) omdat zij haar zagen als een Băsescu-pion. Vervolgens kwam het tot een conflict tussen Antonescu en Ponta over de aanstelling van Klaus Iohannis als vicepremier. Crin Antonescu als vertegenwoordiger van de USL zou dan voorgedragen worden als kandidaat voor de presidentsverkiezingen van 2014. Inmiddels was Victor Ponta voorzitter geworden van een alliantie tussen UNPR en de PC, de Sociaal Democratische Unie (USD). De alliantie was in het leven geroepen voor de Europese verkiezingen van 2014. Uiteindelijk stapte de PNL uit de USL en ging de PSD verder met diezelfde UNPR en PC aangevuld met de Hongaarse Partij, de UDMR. Na de verloren presidentsverkiezingen van 2014 stapte de Hongaarse Partij uit de regering en werd deze opgevolgd door de pas gevormde Hervormde Liberale Partij.

#### Plagiaatcontroverse
Een maand nadat zijn termijn inging werd Ponta beschuldigd van plagiaat van ongeveer de helft van zijn thesis in het tijdschrift Nature. Het werd later bevestigd door de Frankfurter Allgemeine Zeitung. Ponta bevestigde dat de bronnen niet duidelijk waren aangegeven, maar ontkende het plegen van plagiaat. Professor Dumitru Diaconu, wiens werk zou zijn gebruikt en die het voorwoord voor de thesis schreef, zei zich niet bewust te zijn van plagiaat en ook geen verdere stappen te ondernemen. Een commissie die aangesteld was om academische titels te valideren oordeelde dat er inderdaad plagiaat was gepleegd en raadde aan om Ponta zijn doctorstitel af te nemen. De interim-minister van Educatie Liviu Pop gaf daarop aan dat de commissie niet bevoegd was en over te weinig leden beschikte om een afgewogen stemming te kunnen volbrengen, zij ontbond daarop de commissie. Het ministerie stelde vervolgens een nieuwe commissie in die tot de tegenovergestelde conclusie kwam. 
De Universiteit van Boekarest stelde zelf ook een commissie in, die tot de conclusie kwam dat ten minste één derde van de thesis bewust was gekopieerd. Ponta stelde dat deze commissie te ad hoc was opgesteld en tot een politiek gemotiveerd oordeel kwam.
Nadat Victor Ponta aftrad als premier en de nieuwe regering-Ciolos aantrad, werd een nieuwe commissie samengesteld die alle plagiaatbeschuldigingen onder de loep moest nemen. Deze commissie kwam unaniem (één afwezige) tot de conclusie dat er wel degelijk sprake was van plagiaat. In hoger beroep bleef de beschuldiging standhouden. De minister van Onderwijs Mircea Dumitru nam hem daarop zijn titel PhD af en de beroepsvereniging bekijkt of hij uit de orde van advocaten gezet kan worden.

#### Dan Șova-zaak
Op 5 juni 2015 kondigde de DNA, het nationale anti-corruptieonderzoeksteam, aan een onderzoek te willen beginnen naar beschuldigingen van valsheid in geschrifte, fraude, belastingontduiking en machtsmisbruik door Victor Ponta in een zaak tegen diens oud-minister en medeadvocaat Dan Șova. De PNL diende diezelfde dag nog een motie van wantrouwen in en president Iohannis vroeg premier Ponta om op te stappen. Victor Ponta weigerde en beschouwde een dergelijke stap als ondemocratisch. Hij kreeg daarbij steun van zijn coalitiegenoten. Een verzoek van de DNA om zijn immuniteit op te heffen werd door het parlement niet ingewilligd. Na een langdurige afwezigheid vanwege een operatie in Turkije kondigde hij na terugkomst aan zich tijdelijk terug te trekken als partijleider van de PSD, maar niet als premier. Hij zou pas weer terugkeren in zijn functie als alle aantijgingen tegen hem onjuist waren verklaard, maar voor het einde van het jaar zou hij al definitief opstappen. Op 17 september 2015 besloot de DNA, na onderzoek, Victor Ponta strafrechtelijk te vervolgen ondanks de immuniteit. In juli 2017 trok de DNA de beschuldiging voor belastingontduiking in.

### Verloren presidentsverkiezing
In juli 2014 stelde Victor Ponta zich kandidaat voor de presidentsverkiezingen. Hij was vanaf het begin veruit favoriet. Zijn grootste tegenstander was Klaus Johannis. Een peiling op 15 oktober gaf Ponta al 59% van de stemmen in de eerste ronde tegen 30,1% voor Iohannis.
In de eerste ronde van de Roemeense presidentsverkiezingen van 2014 behaalde Ponta nog 40,44% van de stemmen tegen 30,37 voor Klaus Johannis. In de tweede ronde op 16 november 2014 verloor hij met bijna 10% verschil verrassend van Klaus Iohannis. Hij feliciteerde zijn tegenstander maar gaf aan dat hij niet zou aftreden als premier.
Een van de factoren die bijdroeg aan het verlies was het dramatische verloop van het door de regering-Ponta georganiseerde stemmen op de ambassades in het buitenland. In beide rondes stonden mensen soms uren in de rij. Een deel kon niet stemmen. Als gevolg hiervan trad de minister van Buitenlandse Zaken Titus Corlatean uit het kabinet van Ponta nog voor de tweede ronde af. Ook zijn opvolger Teodor Melescanu trad na acht dagen direct na de tweede ronde af. Ponta kreeg van de Roemenen in het buitenland slechts 10,32% van de stemmen. Johannis kreeg 89,68%.
Johannis en Ponta moesten tot de eerstvolgende parlementsverkiezingen in 2016 met elkaar samenwerken.
Op 4 november 2015 kondigde Ponta onverwacht het ontslag van zijn voltallige regering aan. Reden waren de protesten in Boekarest tegen zijn regering na een brand in een nachtclub (Colectiv) met vele dodelijke slachtoffers. De uitbater beschikte niet over de benodigde vergunningen. Het publiek uitte zijn frustratie over de nog alom aanwezige corruptie in het land. Daarop trok Ponta zijn conclusies.
In 2016 richtte hij de stichting "Black Sea Regional Cooperation Projects 2020" op, samen met een aantal oud-ministers en voormalig premier van Georgië, Irakli Garibasjvili, om de relaties tussen de landen rondom de Zwarte Zee te verbeteren.
In 2017 werd hij door premier Sorin Grindeanu aangesteld als secretaris-generaal. Het voltallige kabinet van Grindeanu, op één minister na, had toen al ontslag genomen, maar Sorin weigerde op te stappen. Victor Ponta lag, net als Sorin, al sinds de val van zijn regering overhoop met de partijvoorzitter Liviu Dragnea. Als gevolg hiervan werd Ponta, net als Grindeanu, uit de partij gezet.
In 2017 begon hij een nieuwe partij genaamd PRO Romania (PRO Roemenië) en trok hij enkele Kamerleden bij de PSD vandaan. Bij de parlementsverkiezingen van december 2020 behaalde de partij geen enkele zetel, waardoor Ponta het parlement na zestien jaar moest verlaten.

### Persoonlijk leven
Victor Ponta was tot 2006 getrouwd met Roxana, met wie hij een zoon heeft. Tijdens dit huwelijk kreeg hij een relatie met Daciana Sârbu, dochter van voormalig landbouwminister Ilie Sârbu en later EU-parlementariër. In 2006, na de scheiding, trouwden Ponta en Sârbu in het geheim in China. Zij kregen in 2008 een dochter en bezegelden hun relatie met een orthodox-christelijke ceremonie in datzelfde jaar.

## Publicaties
- Scurt istoric al justiției penale internaționale, R. A. Monitorul Oficial, Bucharest, 2001
- Drept Penal - Partea generală. Note de curs, Ed. Lumina Lex, Bucharest, 2004
- Curtea Penală Internațională, Ed. Lumina Lex, Bucharest, 2004
- Noi provocări ale secolului XXI - Constituția europeană. Importanță, efecte și natură juridică, Ed. Arhiepiscopia Tomisului, Constanța, 2005
- Drept penal. Partea generală, Ed. Hamangiu, Bucharest, 2006